# فولکر کرفت
فولکر کرفت (آلمانی: Volkert Kraeft؛ زادهٔ ۷ اوت ۱۹۴۱) بازیگر و صداپیشه اهل آلمان است.
از فیلم‌ها یا برنامه‌های تلویزیونی که وی در آن نقش داشته‌است، می‌توان به عمل خشونت و زندگی عجیب و غریب بارون فریدریش فون در ترنک اشاره کرد.